# オリンパス E-400

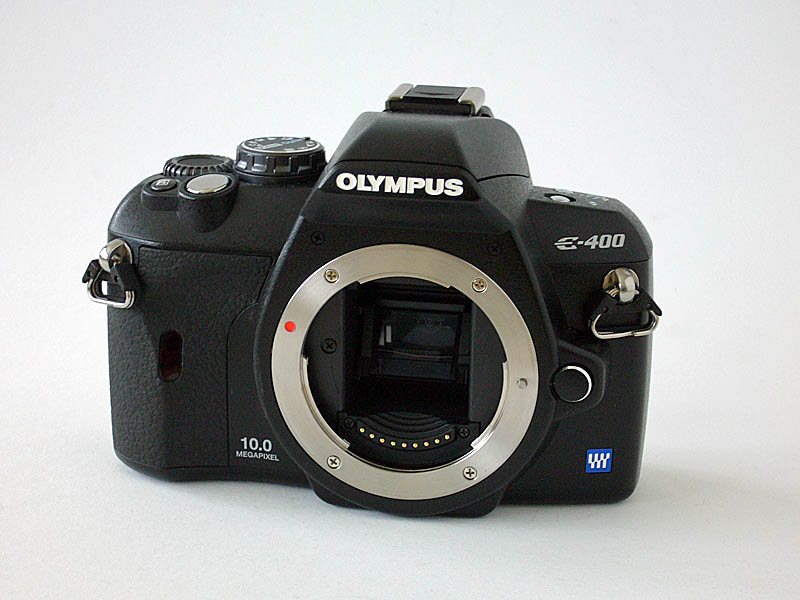
E-400ボディ

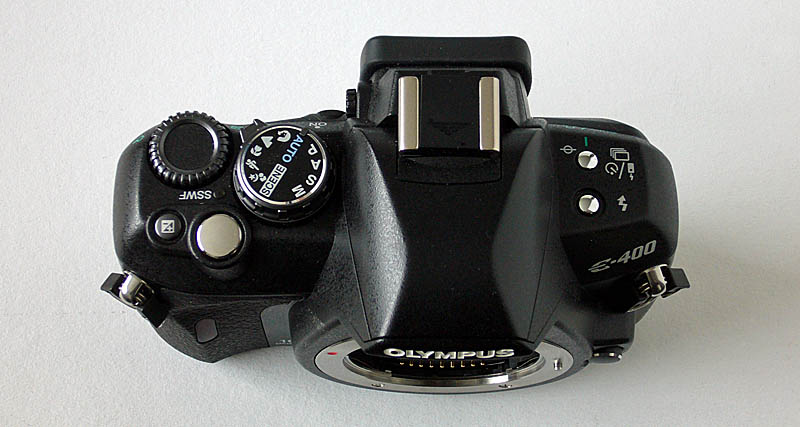
E-400ボディ上面

オリンパス E-400は、オリンパス社のオリンパスE-システムの一眼レフデジタルカメラ。フォーサーズシステムを採用している。

## 概要
有効1,000万画素の撮像素子を搭載し、サイズは129.5×91×53mm（突起部含まず）、重量375g（本体のみ）であり、2006年4月の発売開始時点ではデジタル一眼レフカメラとしてはもっとも小型かつ軽量だった。
欧州でのみ商品展開され、日本では発売されなかった。2007年4月には後継機にあたるE-410が発売され、こちらは日本でも商品展開された。
オリンパスの一眼レフの撮像素子はこのモデルを最後に、コダック製CCDから、パナソニック製のLive MOSに完全に移行した。その関係から、コダックCCDが作り出す、いわゆるコダックブルーが楽しめる最後のモデルである。
実際の発色は、E-1、E-300等のコダックCCDを搭載した従来機に比べ、標準設定ではパナソニックLive MOSに近い淡い色調となる。しかし、露出等を調整すればE-1、E-300のような深みを帯びたコダックブルーを出すことはできる。
なお、E-1、E-300はフルフレーム型CCD、E-400はインターライン型CCDを搭載する。
ボディに関しては、日本国内発売のE-410（後継のE-420もほぼ同じ形）とほぼ同じである。手ぶれ補正機構は搭載していない。
このモデルは日本国内ではほとんど出回ることがなく、非常に珍しいモデルになっている。